# 達達尼爾鎮區 (阿肯色州耶爾縣)
達達尼爾鎮區（英語：Danville Township）是位於美國阿肯色州耶爾縣的一個行政鎮區。

## 地方資料
達達尼爾鎮區的面積為149.08平方千米，當中陸地面積為134.14平方千米，而水域面積為0.94平方千米。根據2010年美國人口普查的數據，當地共有人口7992人，而人口密度為每平方千米53.61人。